# توني درايفر
توني درايفر (بالإنجليزية: Tony Driver)‏ هو لاعب كرة قدم أمريكية أمريكي، ولد في 4 أغسطس 1977 في لويفيل في الولايات المتحدة.

## وصلات خارجية
- توني درايفر على موقع مرجع كرة القدم المحترفة.كوم (الإنجليزية)
- توني درايفر على موقع كلية كرة القدم في سبورتس رفرنس.كوم (الإنجليزية)